# Gustave Papet
 (janvier 2025).
Si vous disposez d'ouvrages ou d'articles de référence ou si vous connaissez des sites web de qualité traitant du thème abordé ici, merci de compléter l'article en donnant les références utiles à sa vérifiabilité et en les liant à la section « Notes et références ».
 (janvier 2025).
Compléments
Ami de George Sand
Gustave Papet, de son nom complet Silvain-Ange-Charles-Jean-Baptiste Gustave Papet, né le 22 février 1812 au château d'Ars, commune de Lourouer-Saint-Laurent (Indre) et mort le 14 octobre 1892 au même endroit, est un médecin français. Après avoir étudié la médecine à Paris, sa fortune lui permet d'exercer son métier gratuitement tout en faisant fructifier ses domaines. Ami fidèle, il est mêlé à beaucoup d'évènements de la vie de George Sand qui lui dédie son roman Mauprat. À Paris, il est le « Milord » du petit groupe de Berrichons. Il favorise les amours de Sand avec Jules Sandeau et témoigne contre Casimir Dudevant lors du procès en séparation. À Nohant, il soigne notamment Frédéric Chopin lors de ses séjours au domaine.

## Famille
- Papet
  - Jean-Baptiste, épouse Marguerite Périgois. Avec son frère Jacques, il acquiert, vers 1782, le château d'Ars.
    - Charles (1/12/1781-18/2/1861), épouse Marguerite-Adèle Prévost
      - Gustave (1812-1892), épouse en 1842 Louise-Élisabeth-Éliane Trumeau (petite fille de François Augustin Trumeau).
        - Angèle, épouse le 20/07/1863 Philippe Baucheron de Lécherolles (1833-1889)

      - Hermance

  - Jacques

Son grand-père Jean-Baptiste et le frère de celui-ci, Jacques, fermiers à Sarzay, ont acquis le château d'Ars pour 175 000 livres vers 1782 des héritiers de Jean-Jérôme Bardon, écuyer, secrétaire de Roy, receveur des gabelles au grenier à sel de La Châtre, qui a créé le parc et remis le château en état.

## Biographie
La vie de Gustave Papet est essentiellement connue grâce aux lettres et aux écrits de ses proches et grâce à ses actions comme médecin.
Il est un compagnon de jeux de George Sand, qui a huit ans de plus que lui : « Notre plus proche voisin habitait et habite encore un joli château de la Renaissance. Ce voisin, M. Papet, amenait sa femme et ses enfants passer la journée chez nous, et son fils Gustave était encore en robe quand nous fîmes connaissance. ».
Quand George Sand s’installe à Paris en janvier 1831, elle y retrouve son ami dans un petit club berrichon : « J’allai voir Duburau dans la pantomime. […] Gustave Papet, qui était le riche, le milord de notre association berrichonne, paya du sucre d’orge à tout le parterre et puis, comme nous sortions affamés, il emmena souper trois ou quatre d’entre nous aux Vendanges de Bourgogne. Tout à coup, il lui prit envie d’inviter Deburau, qu’il ne connaissait pas le moins du monde. Il rentre dans le théâtre, le trouve en train d’ôter son costume de Pierrot dans une cave qui lui servait de loge, le prend sous le bras et l’amène. ».
Gustave Papet est présent, le 30 juillet 1830, quand George Sand rencontre Jules Sandeau pour la première fois, chez Charles Duvernet, au château du Coudray. Sandeau fait un court et clandestin séjour chez Papet au château d’Ars du 18 au 30 septembre 1831. C’est chez Gustave Papet qu’en novembre 1834 George Sand retrouve son ancien amant Jules Sandeau (Journal intime, p. 965).
Quand George Sand décide de partir en Italie, en 1833, elle confie son fils Maurice, qui est pensionnaire au lycée Henri-IV, à Gustave Papet : « Il est d’une obligeance extrême, il est doux, tranquille, gai, il aime les enfants et n’a aucune habitude de jeune homme qui soit d’un mauvais exemple pour eux. ».
Au moment où George Sand songe à se séparer officiellement de son mari, « mon ami d’enfance Gustave Papet vint me voir ; le lui racontai l’aventure et nous partîmes ensemble pour Châteauroux. ».
Il reçoit de manière régulière George Sand en son Château d'Ars. En mai 1836, la Lettre au Malgache fait allusion aux Papet : "En remontant la Rochaille, j'ai pris par habitude le chemin de Nohant. Un instant j'ai oublié où j'allais; je voyais devant moi cette route qui monte en terrasses et au sommet les tourelles blanches et la garenne de notre chevaleresque voisin, de notre loyal ami le châtelain d'Ars [Jean-Baptiste Papet]. Derrière cette colline, je pressentais mon toit, les murs amis de mon enfance, les noyers de mon jardin, les cyprès de mes morts chéris."
En janvier 1836, au moment du procès en séparation, parmi les dix-sept témoins appelés à déposer contre Casimir, est cité « Gustave Papet, étudiant en médecine, château d’Ars, 23 ans ». Papet apporte son témoignage sur un modeste détail, qu’on voulait rendre significatif : «Il y avait un jour à Nohant nombreuse réunion à dîner. Mme Dudevant, se plaignant à André que les serviettes étaient sales, en demandait d’autres ; André regarda M. Dudevant, qui lui défendit de le faire.» Bien qu’il n’y ait jamais assisté, Papet reprend aussi un témoignage qui parlait de beuveries organisées par Casimir à Nohant. Enfin, il rapporte une scène « désagréable » entre les deux époux : le 19 octobre 1835, Casimir aurait menacé de mettre à la porte sa femme et son fils. « Je suis chez moi », aurait répondu George Sand. « Si tu ne te tais pas, je vais te foutre une gifle », aurait répliqué Casimir qui aurait été chercher un fusil, qu’il fallut lui arracher.
En juillet 1837, quand George Sand est à Paris au chevet de sa mère, Mme Dupin, elle laisse Maurice au château d’Ars, chez Charles Papet. 
En juin 1839, à Nohant, au retour du voyage à Majorque, Chopin est indisposé et Maurice tombe malade. Gustave Papet, qui venait de passer sa thèse de médecine, s’occupe de Maurice : « Mon ami Papet, qui est excellent médecin et qui, en raison de sa fortune, exerce la médecine gratis pour ses amis et pour les pauvres, prit sur lui de changer radicalement son régime » . Il s’occupe aussi de Chopin, pour lequel il est « un médecin éclairé et affectueux ». 
Faisant très certainement sa connaissance par l’intermédiaire de Sand, Delacroix est en relation avec Papet. Comme en témoigne la correspondance du peintre à l’écrivain, il a recours aux services du médecin au moins deux fois, en mai 1842 et en novembre 1843.

## Hommages

Dédicace de George Sand, dans Mauprat, édition de 1837.

George Sand lui dédie son roman Mauprat.
Honoré de Balzac a recours aux services de Papet, comme en témoigne la dédicace autographiée d'un exemplaire de la deuxième édition de son livre Les Chouans:
« À M. Gustave Papet Monsieur, je vous envoie en retour de vos violettes, de pâles fleurs de rhétorique. Vous voyez que je ne m’acquitte pas et que je resterai votre obligé, De Balzac. »

## Au cinéma
Il est interprété par Joaquim Fossi dans la série La rebelle : Les aventures de la jeune George Sand.
Dans le film George et Fanchette, c'est Philippe Chevallier qui tient son rôle.